# Mohammad Tawfiq Bakhshi
Mohammad Tawfiq Bakhshi, (* 5. července 1984) je afghánský zápasník–judista. Na mezinárodní scéně se objevuje pravidelně od roku 2007 na asijských mistrovství a početných asijských hrách bez výraznějšího úspěchu. V roce 2016 obdržel od tripartitní komise pozvánku k účasti na olympijských hrách v Riu, kde vypadl v prvním kole. Na zahajovacím ceremoniálu olympijských her v Riu nesl vlajku své země.